# Everton F.C. (kvinder)
Everton Football Club Women er en engelsk fodboldklub for kvinder, hjemmehørende i byen Liverpool. Holdet konkurrerer i FA WSL, som er Englands bedste række indenfor fodbold for kvinder. Everton Ladies blev etableret i 1983 som Hoylake W.F.C.. De er nu en del af Everton F.C. men spiller deres hjemmekampe på Walton Hall Park, og har tidligere spillet på Halton Stadium i Widnes, der var Widnes Vikings hjemmebane. Holdet har vundet Premier League National Division engang, Premier League Cup engang og FA Women's Cup to gange. Fra 2002 til 2012 blev holdet trænet af forhenværende anfører Mo Marley og trænes nu af skotske Willie Kirk.

## Aktuel trup
Oversigten er opdateret til og med 31. juli 2023.
| Nr. | Land       | Position | Spiller             |
| --- | ---------- | -------- | ------------------- |
| 2   | Danmark    | FO       | Katrine Veje        |
| 5   | Sverige    | FO       | Nathalie Björn      |
| 6   | England    | FO       | Gabrielle George    |
| 7   | Australien | MI       | Clare Wheeler       |
| 9   | England    | AN       | Toni Duggan         |
| 10  | Sverige    | MI       | Hanna Bennison      |
| 12  | England    | MM       | Emily Ramsey        |
| 14  | Danmark    | AN       | Nicoline Sørensen   |
| 17  | Skotland   | MI       | Lucy Hope (anfører) |

| Nr. | Land    | Position | Spiller          |
| --- | ------- | -------- | ---------------- |
| 18  | Irland  | MM       | Courtney Brosnan |
| 20  | England | FO       | Megan Finnigan   |
| 22  | Italien | MI       | Aurora Galli     |
| 23  | Danmark | MI       | Sara Holmgaard   |
| 25  | Holland | AN       | Katja Snoeijs    |
| 27  | Norge   | FO       | Elise Stenevik   |
| 28  | Danmark | MI       | Karen Holmgaard  |
| 32  | England | MM       | Peyton Henderson |
| N/A | Italien | AN       | Martina Piemonte |

## Hæder
- FA WSL 2 Spring Series:
  - Vindere (1): 2017
- FA Women's Premier League National Division:
  - Vindere (1): 1997–98
  - Toere (5): 2005–06, 2006–07, 2007–08, 2008–09, 2009–10
- FA Women's Cup:
  - Vindere (2): 1988–89 (som Leasowe Pacific), 2009–2010
  - Toere (2): 1987–88 (som Leasowe), 2004–05
- FA Women's Premier League Cup:
  - Vindere (1): 2007–08
  - Toere (2): 1996–97, 1998–99
- FA Women's Community Shield:
  - Toere (2): 2006–07, 2008–09
- Liverpool County FA Cup:
  - Vindere (3): 2006, 2007, 2008

## Trænere
| Navn            | Periode                              | K   | V   | U  | T  | Sejr % | Noter              |
| --------------- | ------------------------------------ | --- | --- | -- | -- | ------ | ------------------ |
| Keith Marley    | – 2002                               |     |     |    |    |        |                    |
| Mo Marley       | 2012 – 13. oktober 2012              | 206 | 129 | 26 | 51 | 62.2%  | [ 2 ]              |
| Andy Spence     | 14. november 2012 – 10. juni 2015    | 51  | 16  | 13 | 22 | 31,4%  | [ 3 ] [ 4 ]        |
| Nicola Anderson | 10. juni 2015 – 15. december 2015    | 14  | 5   | 4  | 5  | 35,7.% | Midlertidig træner |
| Andy Spence     | 15. december 2015 – 7. november 2018 | 45  | 19  | 5  | 21 | 42,2%  | [ 6 ] [ 7 ]        |
| Jennifer Herst  | 7. november 2018 – 1. december 2018  | 2   | 0   | 0  | 2  | 0,0%   | Midlertidig træner |
| Willie Kirk     | 1. december 2018 – nu                | 0   | 0   | 0  | 0  | 0,0%   | [ 8 ]              |

## Årets spiller
- 2020 – Danielle Turner
- 2019 – Simone Magill[9]
- 2018 – Angharad James[10]
- 2017 – Danielle Turner[9]
- 2016 – Kelly Jones[9]
- 2015 – Simone Magill
- 2014 – Nikita Parris
- 2013 – Toni Duggan
- 2012 – Rachel Brown
- 2011 – Natasha Dowie
- 2010 – Jill Scott
- 2009 – Fara Williams
- 2008 – Lindsay Johnson
- 2007 – Fara Williams
- 2006 – Jody Handley
- 2002 – Fara Williams[11]

## Danskere spillere i klubben
- Nicoline Sørensen (2020-)
- Rikke Sevecke (2020-)
- Gitte Kousgaard Pedersen (2001)